# Ху Сюйвей
Ху Сюйвей (кит.: 胡旭威, Hu Xuwei, нар. 25 лютого 1997, Гуансі-Чжуанський автономний район) — китайський гімнаст, дворазовий чемпіон світу та чемпіонату Азії.

## Спортивна кар'єра

#### 2021
На дебютному чемпіонаті світу в Кітакюсю, Японія, здобув перемоги в фіналі вправ на паралельних брусах та поперечині.

## Результати на турнірах
| Рік  | Змагання               | КБ | ІБ | Вільні вправи | Кінь | Кільця | Опорний стрибок | Паралельні бруси | Перекладина |
| ---- | ---------------------- | -- | -- | ------------- | ---- | ------ | --------------- | ---------------- | ----------- |
| 2015 | Кубок виклику. Любляна |    |    |               |      |        |                 |                  | 7           |
| 2019 | Чемпіонат Азії         | 1  | 2  |               |      |        |                 | 2                | 1           |
| 2019 | Кубок світу. Котбус    |    |    |               |      |        |                 |                  | 5           |
| 2020 | American Cup           |    | 11 |               |      |        |                 |                  |             |
| 2021 | Чемпіонат Китаю        |    | 10 |               |      |        |                 |                  | 4           |
| 2021 | Чемпіонат світу        |    |    |               |      |        |                 | 1                | 1           |